# Заступник голови Об'єднаного комітету начальників штабів США

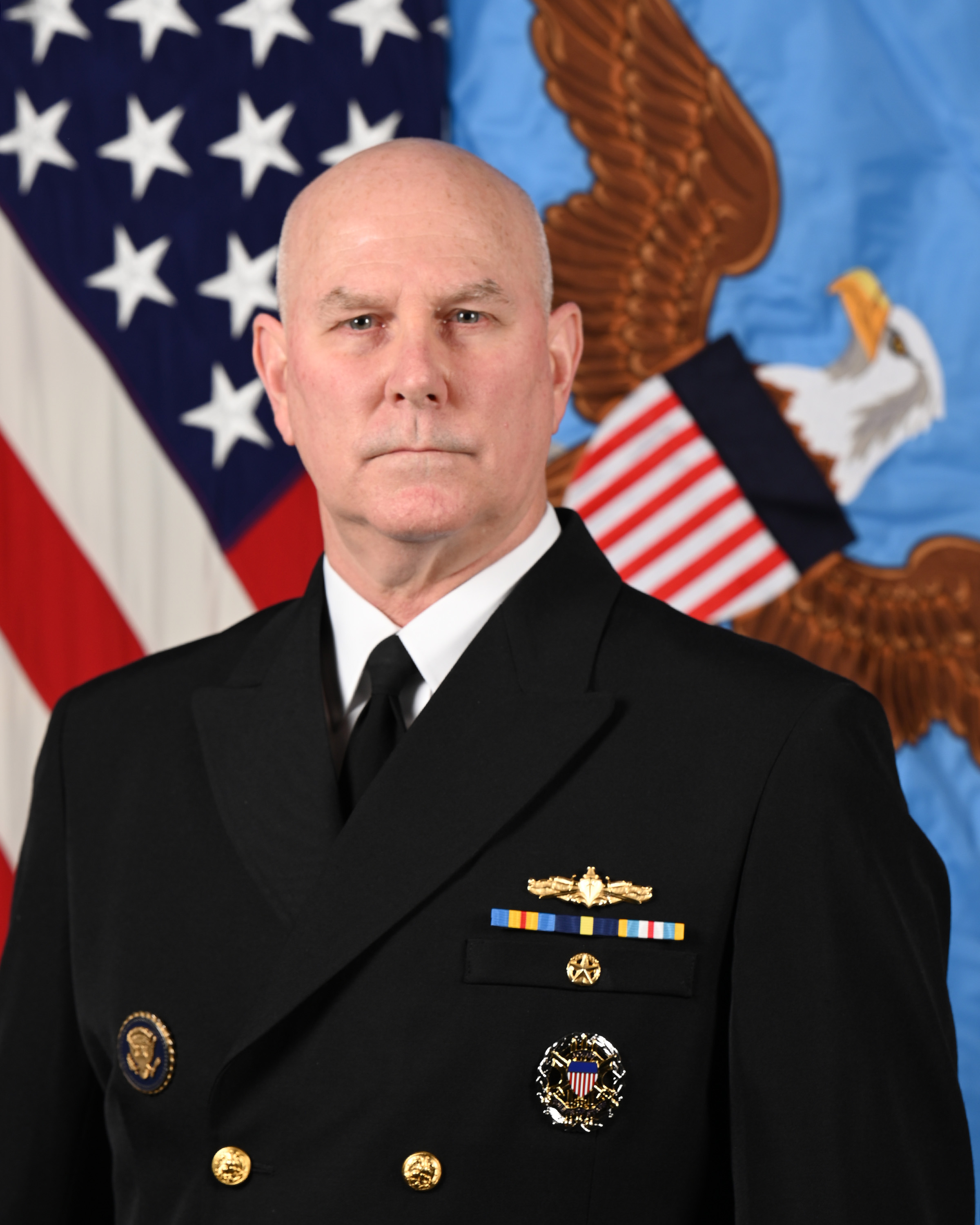
Заступник голови об'єднаного комітету начальників штабів Збройних сил США адмірал Крістофер Греді з 20 грудня 2021

Офіційна символіка об'єднаного комітету начальників штабів Збройних сил США

Прапор Заступника голови Об'єднаного комітету начальників штабів Збройних сил США

Заступник голови Об'єднаного комітету начальників штабів США або Віцеголова Об'єднаного комітету начальників штабів США (англ. Vice Chairman of the Joint Chiefs of Staff, CJCS) — друга найвища військова посада у Збройних силах США, що входить до складу Об'єднаного комітету начальників штабів США, до якого входить група високопосадовців Збройних сил країни: начальників штабів Армії, Повітряних сил, керівника військово-морськими операціями, коменданта Корпусу морської піхоти, головнокомандувачів видів збройних сил США, що уособлюють усі основні компоненти Збройних сил.
Віцеголова ОКНШ — прямий начальник для усіх вищеперелічених посадовців, крім прямого начальника, проте, на відміну від нього, він не уповноважений здійснювати оперативне керівництво видами збройних сил. Посаду заступника було введено відповідно до Закону Голдвотера-Ніколса. Вищий офіцер, що обіймає цю посаду, є прямим заступником голови та, у разі відсутності свого безпосереднього начальника, замінює його для виконання повсякденних функцій із залученням усіх членів ОКНШ, згідно з 10 U.S.C. § 153.

## Список Віцеголів ОКНШ
|     | В/звання Ім'я               | Фото | Вид ЗС                     | Початок           | Кінець            | Призначений               |
| --- | --------------------------- | ---- | -------------------------- | ----------------- | ----------------- | ------------------------- |
| 1.  | генерал Роберт Геррес       |      | Повітряні сили США         | 6 лютого 1987     | 28 лютого 1990    | Рональд Рейган            |
| 2.  | адмірал Девід Джереміа      |      | Військово-морські сили США | 1 березня 1990    | 28 лютого 1994    | Джордж Герберт Вокер Буш  |
| 3.  | адмірал Вільям Оуенс        |      | Військово-морські сили США | 1 березня 1994    | 27 лютого 1996    | Білл Клінтон              |
| 4.  | генерал Джозеф Ральстон     |      | Повітряні сили США         | 1 березня 1996    | 29 лютого 2000    | Білл Клінтон              |
| 5.  | генерал Річард Маєрс        |      | Повітряні сили США         | 29 лютого 2000    | 1 жовтня 2001     | Джордж Вокер Буш          |
| 6.  | генерал Пітер Пейс          |      | Корпус морської піхоти США | 1 жовтня 2001     | 12 серпня 2005    | Джордж Вокер Буш          |
| 7.  | адмірал Едмунд Джамбастіані |      | Військово-морські сили США | 12 серпня 2005    | 27 липня 2007     | Джордж Вокер Буш          |
| 8.  | генерал Джеймс Картрайт     |      | Корпус морської піхоти США | 2 вересня 2007    | 3 серпня 2011     | Джордж Вокер Буш          |
| 9.  | адмірал Джеймс Віннефелд    |      | Військово-морські сили США | 4 серпня 2011     | 31 липня 2015     | Барак Обама               |
| 10. | генерал Пол Сельва          |      | Повітряні сили США         | 31 липня 2015     | 31 липня 2019     | Барак Обама/Дональд Трамп |
| 11. | генерал Джон Гайтен         |      | Повітряні сили США         | 21 листопада 2019 | 19 листопада 2021 | Дональд Трамп/Джо Байден  |
| 12. | адмірал Крістофер Греді     |      | Військово-морські сили США | 20 грудня 2021    | чинний            | Джо Байден                |